# Sövstaätten
Sövstaätten eller Sövsta-ätten, är ett nutida konventionellt namn på en svensk medeltida lågfrälseätt vars medlemmar aldrig använde släktnamn, och som av historiker fått sitt namn efter godset Sövsta i Stenkvista socken, Eskilstuna kommun. Ätten utdog innan Sveriges Riddarhus grundades 1625, varför den aldrig introducerades där som adelsätt.
Vapen: kluven sköld, i högra fältet blomstängel, i vänstra krumhorn.

## Historia
Sövstaätten, som är namngiven efter godset Sövsta, ingår i Bengt Hildebrands licentiatavhandling Esbjörn Blåpanna och hans arvingar från 1934. Gården Sövsta (med äldre stavning Sifsta eller Söfsta) omtalas i äldre skriftliga handlingar tillhöra Österrekarne härad. Deras vapen kluven sköld, i högra fältet blomstängel, i vänstra krumhorn, känt från sigill, är inte helt olikt Tandlaättens, från grannsocken Husby-Rekarne socken i Eskilstuna kommun, vilken förde kluven sköld, i högra fältet dexter- och uppvänt vädurhorn, i vänstra från linjen utväxande träd med tre hjärtformade blad. De båda ätterna beseglar också dokument åt varandra. Båda ätterna förefaller också ha stött Engelbrekt Engelbrektsson,  och såväl Ulf Petersson i Sövsta (Sövstaätten), och hans granne Magnus Elofsson i Tandla (Tandlaätten) närvarade på det stora mötet med Sörmlandsfrälset i Nyköping år 1382, då fattigdomstiondet ombildades till kaniktionde. 

## Släkttavla
1. Peter
  1. Nils Petersson i Sövsta, nämnd 1371–1378. Gottfrid Carlsson anför att en dotter till honom kan ha varit gift med Engelbrekt Engelbrektsson.[4]
  2. Ulf Petersson i Sövsta, väpnare, är känd 1345-1413.
    1. Peter Ulfsson i Sövsta, väpnare, död 1435. Han anlitades som beseglare av Nils Engelbrektssons salubrev 1426. Peter Ulfsson var gift 1398 med Gertrud (Rembalsdotter) Reinholdsdotter (en bjälke), född i slutet av 1300-talet, dotter till häradshövdingen i Åkers härad Rembold Petersson (en bjälke), (Reinhold Petersson, nämnd 1370-1400), och bror till Peter Reinholdsson, vars dotter Bengta var gift med nästpåföljande häradshövding i Åkers härad. Hennes moster Kristina var gift med en av Stockholms främsta storköpmän, Peter Finvidsson Ålänning, och Johan Fredebern, som kallades för ”rikets skrivare” under Karl Knutsson Bonde, var också släkt med Gertrud, han var gift med Kristin Sonadotter/Pampesdotter, dotter till hennes kusin Sune Hansson Pampe (3 musslor).[3] [2]
    2. NN Ulfsson, "brann uppå Engsöhus före 1398" före han skulle ha blivit gift.[3]